# أبو خطوة (فلم)
أبو خطوة فيلم دراما مصري إنتاج عام 1998 من إخراج يوسف أبو سيف، ومن بطوبة: الشحات مبروك، حنان شوقي، ميمي جمال، حسين الشربيني، صبري عبد المنعم، عثمان عبد المنعم.

## القصة
أبو خطوة مدرس تربية رياضية، يهوى حل الفوازير التليفزيونية والكلمات المتقاطعة، وفي يوم من الأيام يكسب شقة في القاهرة ويتعرض لعملية نصب من مجموعة محترفين فيقرر استعادة أمواله المسلوبة بأي ثمن.